# Wendischer Städtebund
Der Wendische Städtebund entstand 1259 zwischen Lübeck, Stralsund, Wismar, Kiel und Rostock. Er diente der Sicherung der Handelswege auf dem Land und zur See und gilt als Keimzelle sowohl des späteren wendischen Quartiers als auch der Deutschen Hanse insgesamt. Seine Wurzeln lagen im Bündnis zwischen Hamburg und Lübeck von 1230, vertraglich festgelegt 1241. Verstärkt wurde er durch das traditionell mit Hamburg verbündete Lüneburg sowie später durch die pommerschen Städte Greifswald, Stettin und Anklam. Zum Teil waren diese Städte auch im Wendischen Münzverein zusammengeschlossen. Der Name leitet sich vom elbslawischen Stamm der Wenden ab.

Lübeck
Stralsund
Wismar
Rostock
Kiel
Hamburg
Lüneburg
Greifswald
Stettin
Anklam